# Lévy & Fils

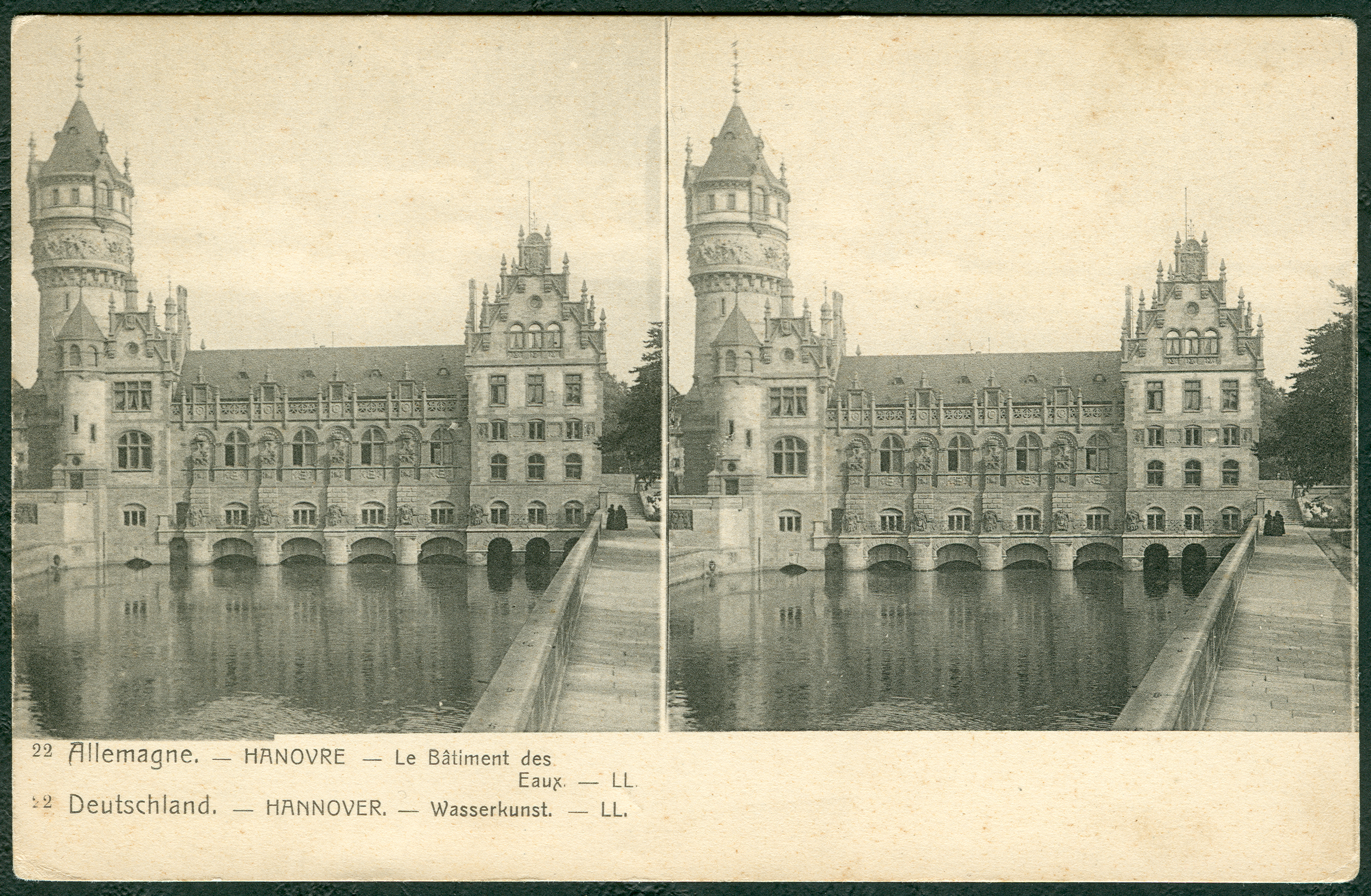
Stereoskopická pohlednice, Německo LL 22: „Vodárna u Hannoveru“

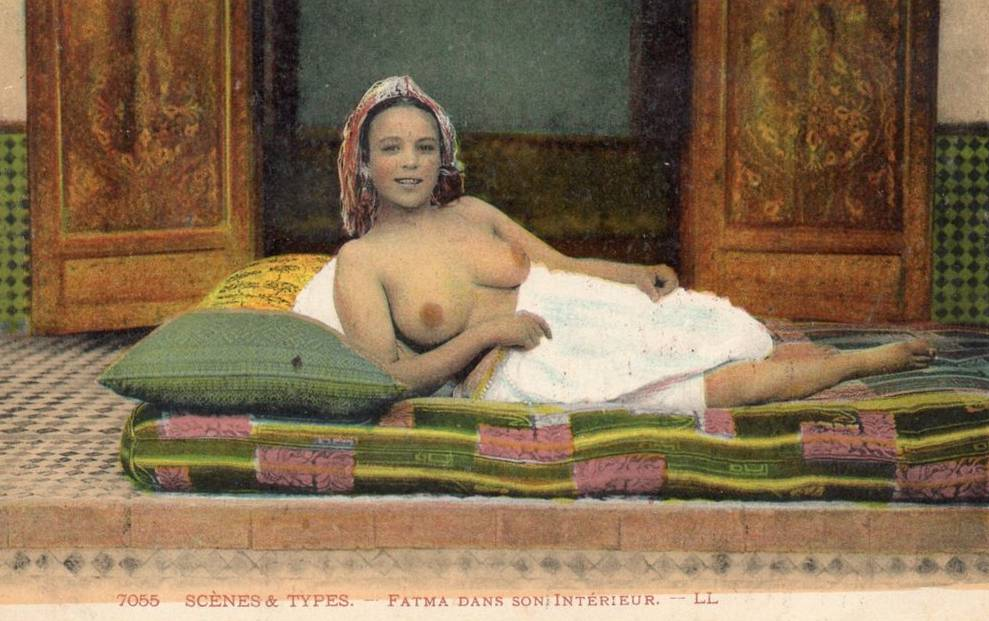
Levy & Fils: Tanečnice Fatima ve svém pokoji, pohlednice

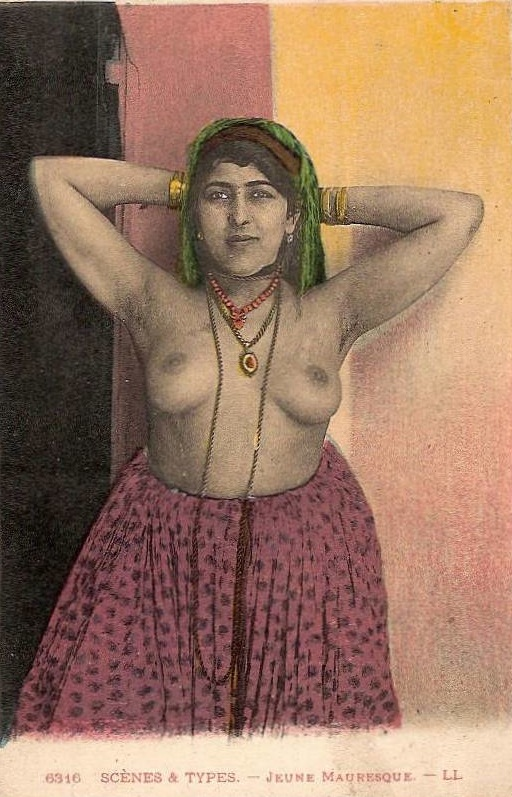
Levy & Fils: Mladá maurská žena, pohlednice

Lévy & Fils (česky Lévy & synové) bylo pařížské fotografické studio také známé jako M. Léon & J. Lévy (do roku 1872); J. Lévy & Cie (1872–1895) nebo Lévy et ses Fils (tuto značku obsahují pozdější fotografie). Své fotografie označovali písmeny L.L. V roce 1920 se studio spojilo se společností Neurdein Frères a vzniklo spojení Lévy & Neurdein.

## Historie
Isaac Lévy, zvaný Georges, někdy také J. Lévy (1833–1913, někdy se uvádí ? – asi 1895) a jeho nevlastní otec Moyse Léon (1812 – ?) vlastnili fotografický obchod poté, co v roce 1864 zakoupili fond stereofotografií na skleněných deskách od společnosti Ferrier et Soulier. Jejich katalog obsahoval zejména mnoha pohlednic Egypta, Sýrie a Konstantinople. Získali koncesi na stereo fotografie Světové výstavy v roce 1867 a inaugurace Suezského průplavu v roce 1869 Cesta na Nilu fotografa Augusta-Rosalia Bissona.
V roce 1901 se společnost přejmenovala na fils Lévy, Abraham-Lucien et Gaspard-Ernest a začala se orientovat na trh s pohlednicemi, které označovali monogramem L.L.. Získala obsáhlou kolekci snímků fotografa Marcela Chatelaina.
O něco později tiskárna Émile Crété koupila společnost Frères Neurdein (bratří Neurdeinových), které pak syn Levy v roce 1920 začlenil do společnosti Lévy & Neurdein réunis, ze které v roce 1932 vznikla společnost Compagnie des Arts Photomécaniques (CAP).
Archiv společnosti Lévy et Neurdein je ikonografickým základem o Maghrebu, tedy afrického regionu na severu Sahary, západně od Nilu. Konkrétně jsou to státy Maroko, Západní Sahara, Alžírsko, Tunisko, Libye a více či méně Mauritánie. Ve sbírce je velké množství zobrazení aktů orientálních žen. Od roku 1970 sbírku spravovala společnost Roger-Viollet.
Na řadě sépiových pohlednic zveřejněných v letech 1910–1930 spolupracoval s pařížským vydavatelem a tiskárnou Neurdein (ND Phot.) a Levy & Fils (LL) a následně pak s firmou C.A.P. plynoucí ze spojení těchto dvou společností po roce 1918 francouzský fotograf Marius Maure. Vydávání pohlednic rozhodujícím způsobem přispělo k dobrému jménu jejich studia. Levy a synové se významně a aktivně podíleli na „zlatém věku pohlednic“ v Alžírsku spolu s mnoha významnými fotografy z tohoto období jako byli: Marius Maure, Geiser, Leroux, Madon, nebo Bougault Vollenweider.

## Kompozice
Fotografové používali několik jednoduchých kompozičních pravidel, které často opakovali, čímž si pak vytvářeli vlastní rukopis. Při fotografování poloaktů orientálních dívek například mají stojící modelky zvednuté ruce za hlavou. Pozadí je většinou volené jednoduché například venkovní zdí nebo v interiéru zavěšenou textilní drapérií. „Nových“ pohlednic dosahovali tím, že fotografie kolorovali nebo je zrcadlově obraceli.

## Galerie pohlednic

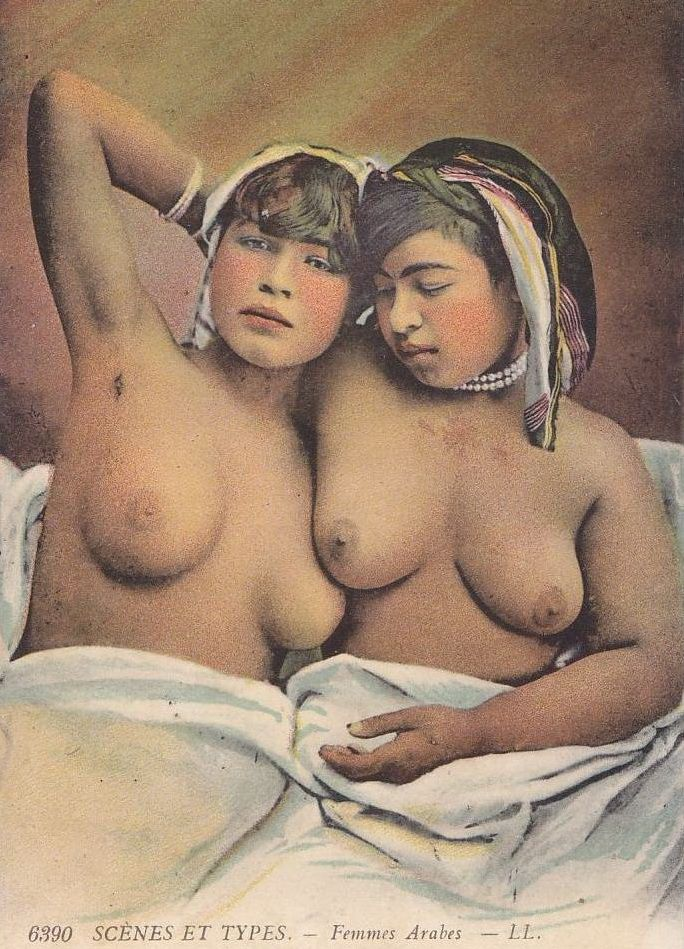
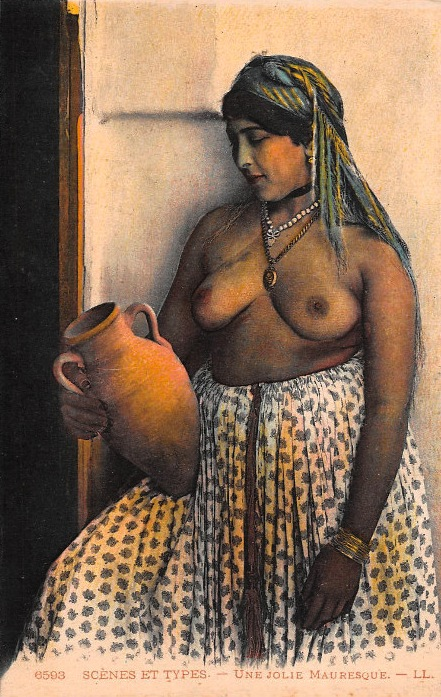
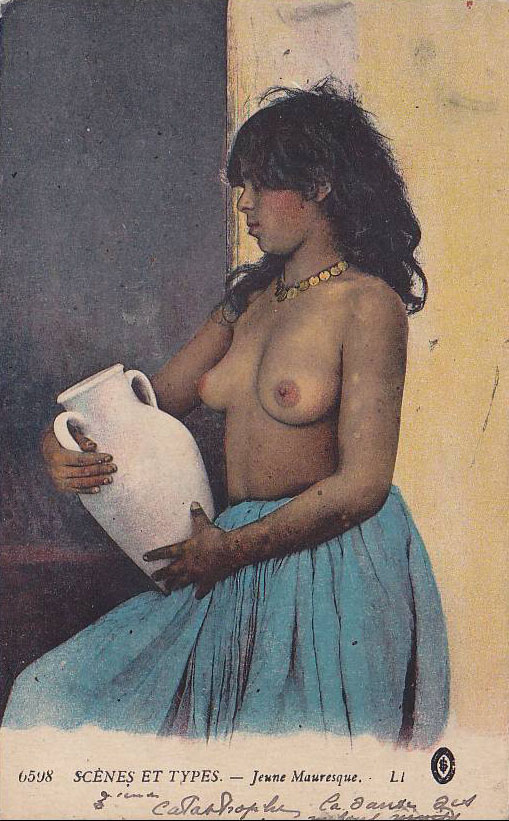
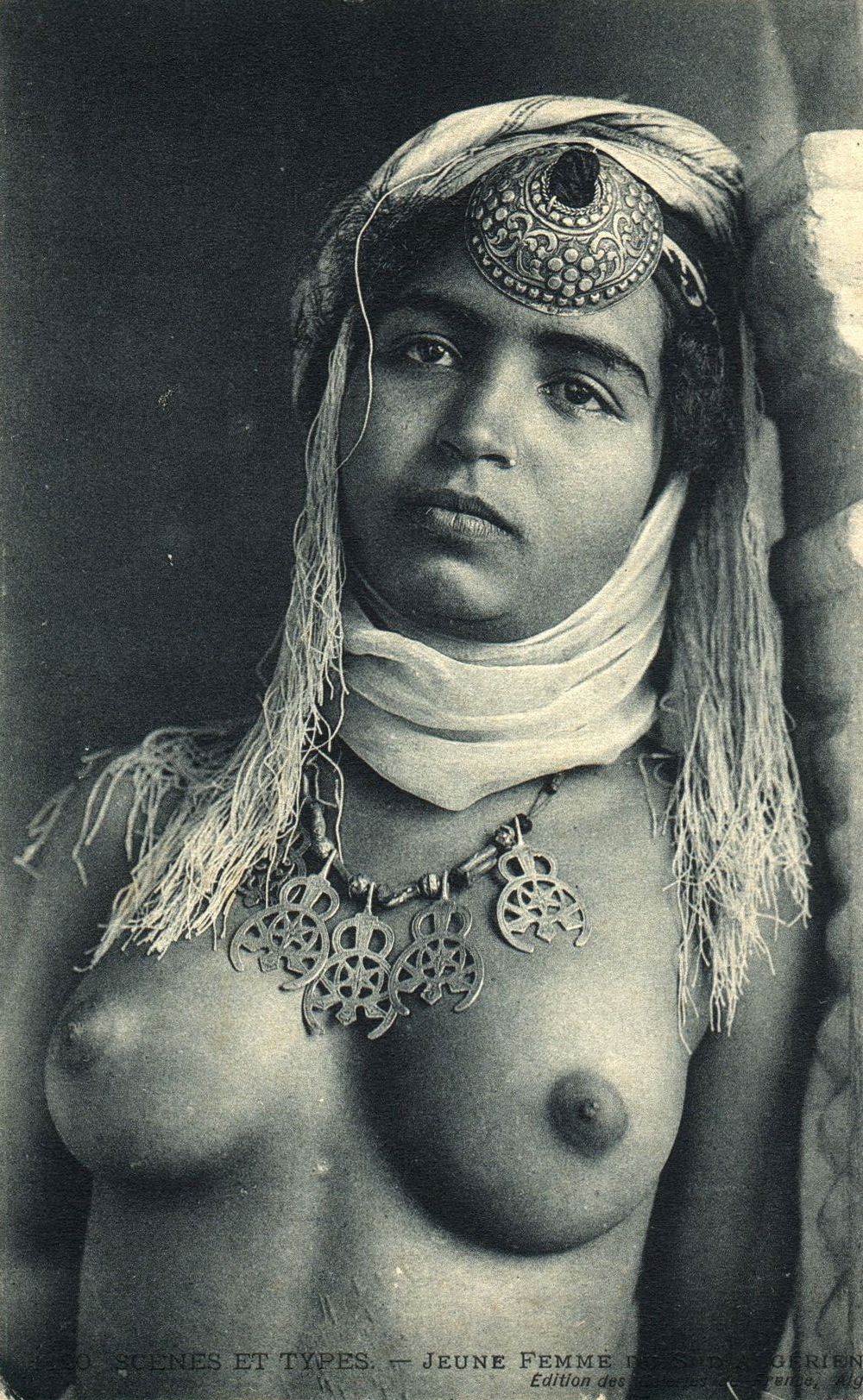
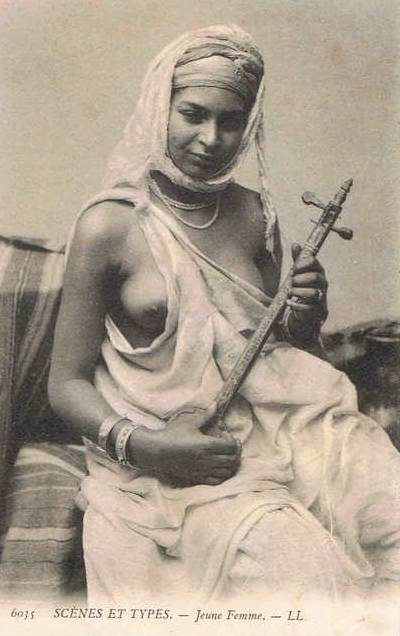
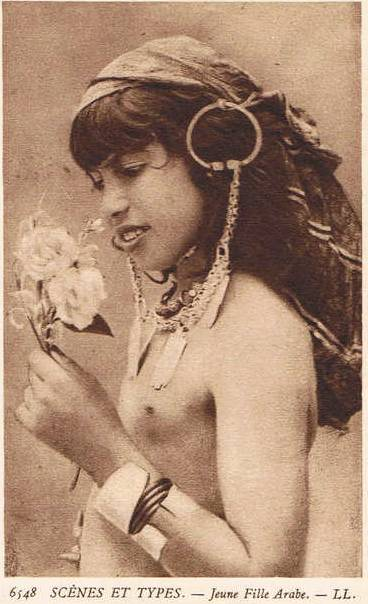
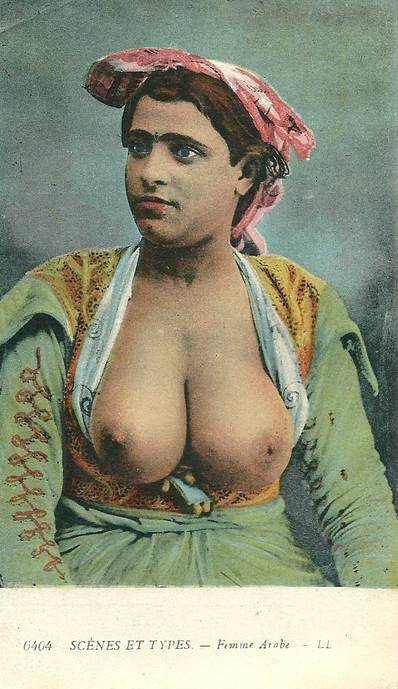
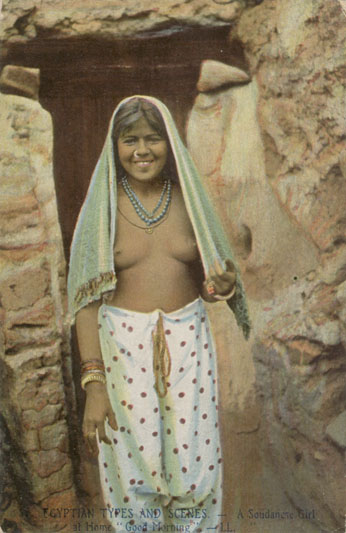
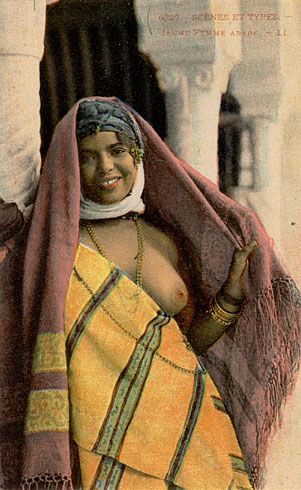
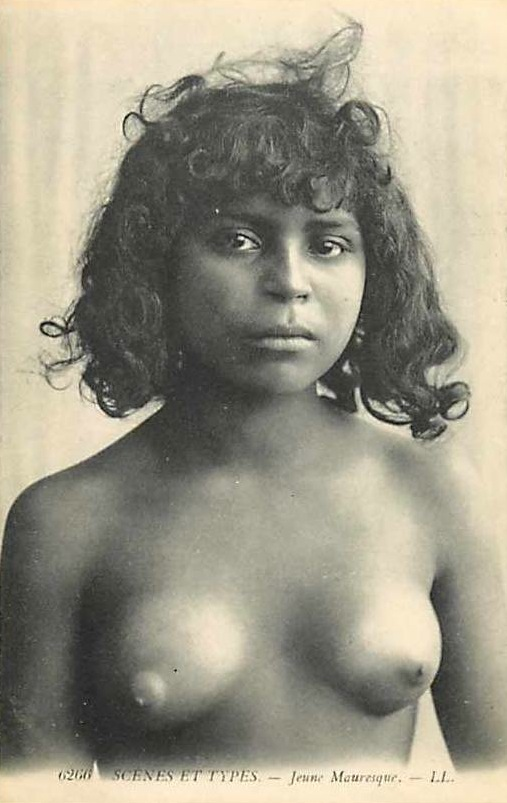
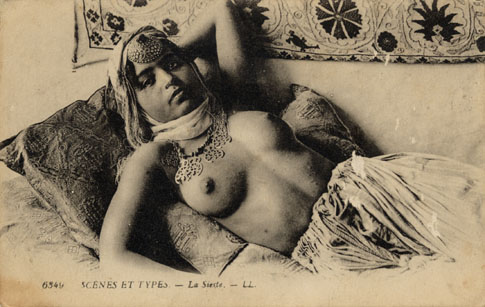
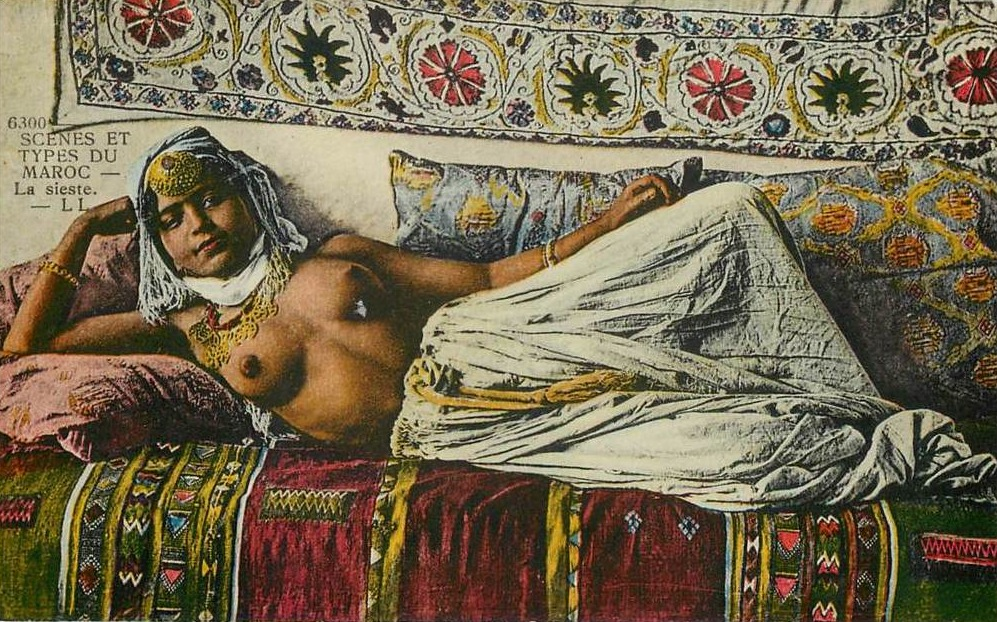
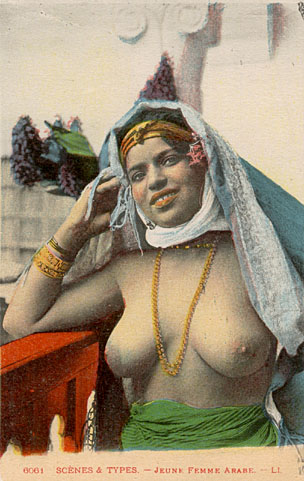
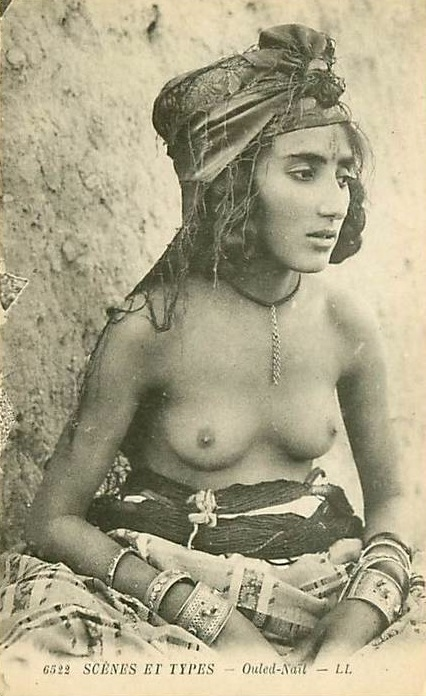
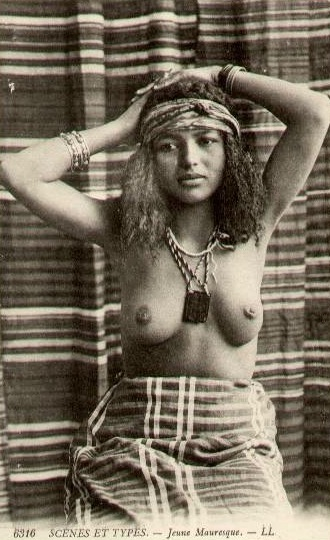
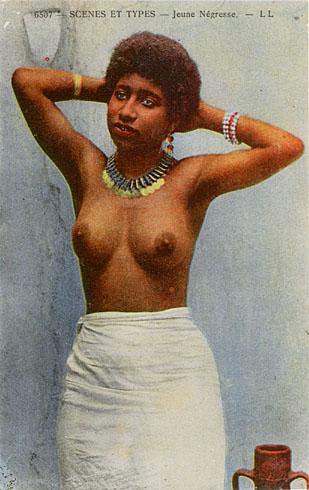
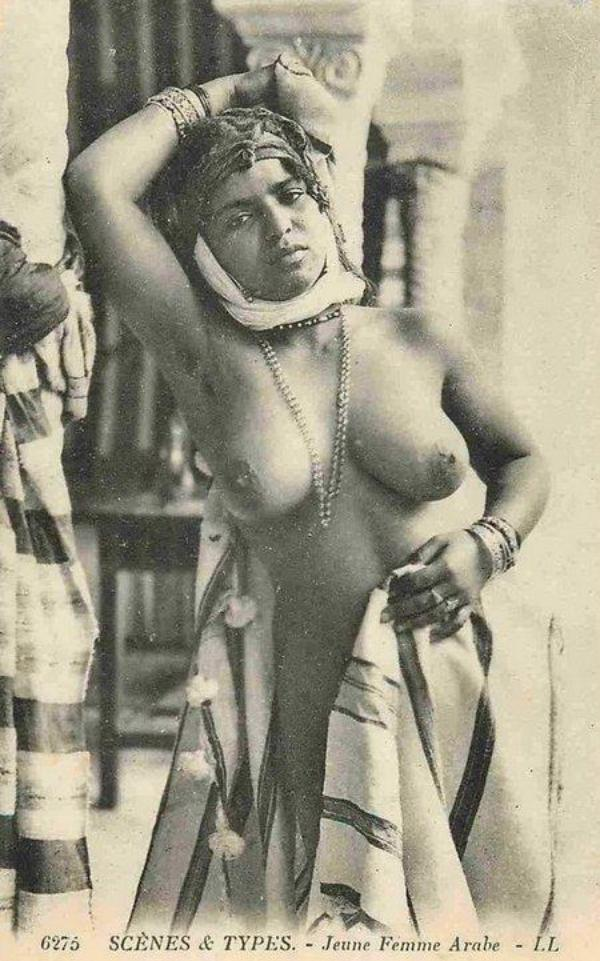
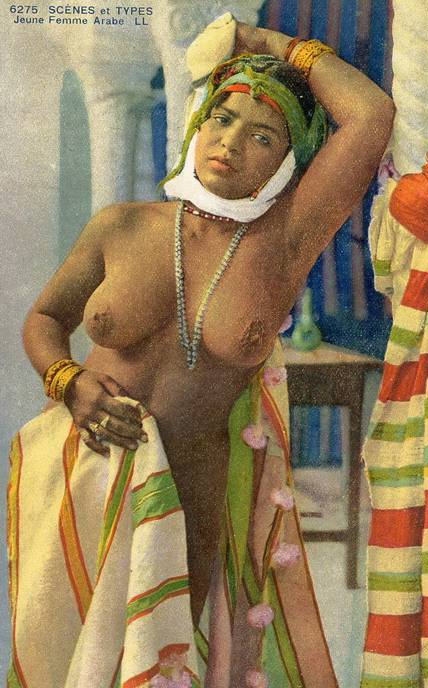
Kolorovaná a přetočená verze předchozí fotografie